# Platysace anceps
Platysace anceps är en flockblommig växtart som först beskrevs av Dc., och fick sitt nu gällande namn av C.Norman. Platysace anceps ingår i släktet Platysace och familjen flockblommiga växter. Inga underarter finns listade i Catalogue of Life.